# Ruth St. Denis

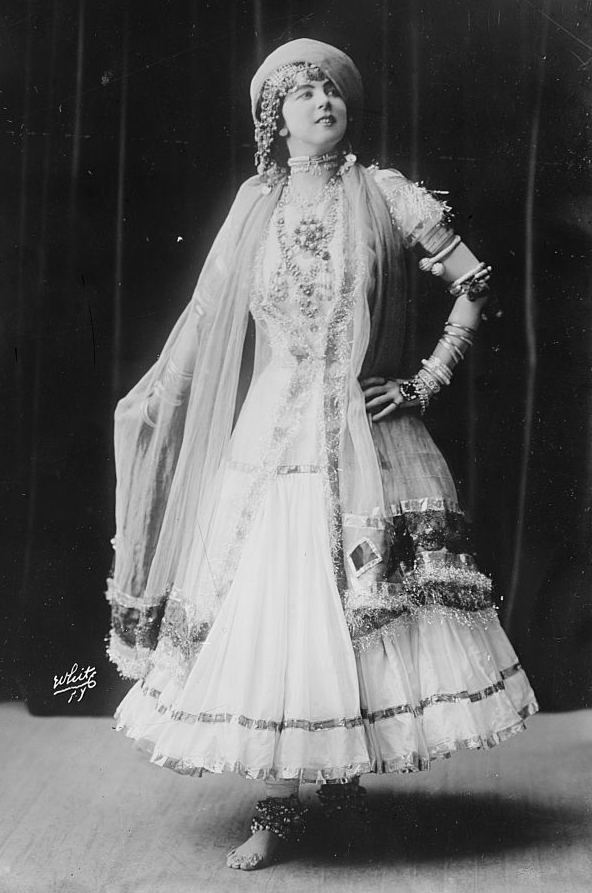
Ruth St. Denis

Ruth Saint Denis (ur. 20 stycznia 1879, zm. 21 lipca 1968) – prekursorka tańca współczesnego i ekspresjonistycznego, zwana "pierwszą damą amerykańskiego tańca".
Otrzymała staranne wykształcenie, znała taniec klasyczny i teorię François Delsarte'a – na bazie tej wiedzy tanecznej poszukiwała nowej drogi w kreowaniu ruchu. Podobnie jak współczesna jej Isadora Duncan tańczyła boso, ubrana w powiewne, lekkie tuniki.
Najważniejsze cechy twórczości:
- absolutna swoboda w doborze ruchu,
- łamanie konwencji tańca klasycznego,
- taniec jako doświadczenie duchowe i doskonalenie nie tylko ciała, ale i duszy i umysłu,
- mistyczny przekaz tańca.

W 1915 wraz ze swoim mężem, tancerzem Tedem Shawnem otworzyła w Los Angeles szkołę kształcącą tancerzy w stworzonej przez niej technikę – Denishawn.